# David Autor
David H. Autor (ur. ok. 1967) – ekonomista amerykański, profesor ekonomii pracujący na Massachusetts Institute of Technology (MIT). Zajmuje się ekonomiką pracy; badał m.in. zawodowe funkcjonowanie osób niepełnosprawnych, oraz transformacje rynku pracy i wtórne efekty społeczne będące następstwami rozwoju technologicznego, automatyzacji czy handlu międzynarodowego.

## Wczesne życie i wykształcenie
Rodzice Autora praktykują psychologię kliniczną. Jak wspominał w wywiadach, on również interesował się naukami społecznymi, ale nie miał precyzyjnego pomysłu na własną ścieżkę zawodową. Przerwał pierwsze studia na Uniwersytecie Columbia po trzech semestrach i przez kilka lat pracował w administracji szpitala w Bostonie, oraz dorywczo jako programista i konsultant IT. Ukończył następnie studia w dziedzinie psychologii na Tufts University (B.A., 1989). Spędził trzy lata w Kalifornii jako wolontariusz, a następnie etatowy nauczyciel programowania przy charytatywnym programie edukacyjnym prowadzonym przez Kościół Metodystów. Po tym czasie podjął studia z politologii na Harvard Kennedy School przy Uniwersytecie Harvarda (M.A., 1994, Ph.D., 1999), gdzie na zajęciach poświęconych ekonomii odkrył, że dziedzina ta pozwala mu połączyć zainteresowania społeczne i techniczne, i zaangażował się w nią.

## Kariera naukowa
Po studiach zdobył posadę wykładowcy na wydziale ekonomii MIT, dzięki dobrze ocenianym publikacjom, a pomimo nietypowego wykształcenia politologicznego. Uzyskał tenure w 2005 i pełną profesurę w 2008. Od 2010 z niewielkimi przerwami jest wicekierownikiem tego wydziału. 
Jego prace poświęcone wpływowi liberalizacji handlu międzynarodowego na amerykański rynek pracy, tzw. China shock, wpisały się artykułem, który ukazał się pod koniec amerykańskiej kampanii prezydenckiej w październiku 2016, w szczególnie wtedy żywe polityczne zainteresowanie tym tematem. Podejmowały próbę dokładnego oszacowania zarówno pożądanych, jak i niepożądanych społecznie następstw handlu w ostatnich dekadach. Analizy Autora podtrzymywały ocenę, że handel powiększa ogólny dobrobyt, ale podważały pogląd, że jego zlokalizowane niepożądane skutki (takie jak wzrost bezrobocia w wybranych regionach i branżach) są zawsze pomijalnie małe i nieuzasadniające troski czy kompensacji. Badania te były opisane m.in. przez The Economist i Bloomberg jako „bardzo wpływowe”; The Economist określił go „akademickim rzecznikiem amerykańskiego robotnika”.
W badaniach i publikacjach dotyczących automatyzacji wnioskował, że w najbliższym czasie nie zagraża ona fundamentalnie rynkowi pracy, choć również ma – obok pożądanych – nieduże niepożądane skutki. W 2015 określił się, w kontraście do tonu części debaty publicznej w tej sprawie, jako „nie-alarmista”. 
Autor jest stypendystą Sloan Research Fellowship oraz Carnegie Fellowship i laureatem licznych nagród za pracę naukową i dydaktyczną. Redagował czasopisma naukowe Journal of Economic Perspectives, Journal of Labor Economics i American Economic Journal: Applied Economics. Jest afiliowanym członkiem m.in. National Bureau of Economic Research, gdzie pełni funkcję współdyrektora programu badań rynku pracy, czy także Amerykańskiego Towarzystwa Ekonomicznego, Amerykańskiej Akademii Sztuk i Nauk oraz Poverty Action Lab.

## Życie prywatne
Podczas pobytu w Kalifornii poznał swoją przyszłą żonę. Od tego czasu nosi charakterystyczny kolczyk w lewym uchu; drugi egzemplarz z pary ma jego żona. Mają trójkę dzieci.